# 1913年のスポーツ

## できごと
- 1月28日 - 日本初の体操科の統一指導案「学校体操教授要目」を文部省訓令第1号で発布[1]。

## 総合競技大会
- 第1回極東選手権競技大会（フィリピン・マニラ・2月1日～6日）

## アイスホッケー
- スタンレー・カップ
優勝：ケベック・ブルドッグス (NHA)、準優勝：シドニー・マイナーズ

## 大相撲
優勝掲額者
- 春（1月10日初日）:西大関 鳳谷五郎（7勝1敗1預1休）
- 夏（5月16日初日）:東横綱 太刀山峰右エ門（10戦全勝）

優勝旗手
- 春:西前頭18枚目 浦ノ濱栄治郎（6勝2敗1分1預）
- 夏:東張出関脇 伊勢ノ濱慶太郎（9勝1敗）

## ゴルフ

### 世界4大大会（男子）
- 全米オープン優勝者：フランシス・ウィメット（アメリカ）
- 全英オープン優勝者：ジョン・ヘンリー・テイラー（イングランド）

## 自転車競技

### ロードレース
- 第5回ジロ・デ・イタリア
総合優勝：カルロ・オリアーニ（イタリア）
- 第11回ツール・ド・フランス
総合優勝：フィリップ・ティス（ベルギー）

## テニス

### グランドスラム
- 全豪選手権　男子単優勝：アーニー・パーカー（オーストラリア）
- 全仏選手権　男子単優勝：マックス・デキュジス（フランス）、女子単優勝：マルグリット・ブロクディス（フランス）
- ウィンブルドン　男子単優勝：アンソニー・ワイルディング（ニュージーランド）、女子単優勝：ドロテア・ダグラス・チェンバース（イギリス）
- 全米選手権　男子単優勝：モーリス・マクローリン（アメリカ）、女子単優勝：メアリー・ブラウン（アメリカ）

この年のウィンブルドン選手権を観戦した小泉信三が、ワイルディングの著書“On the Court and Off”（テニスコートの内外で）を現地イギリスから日本に送った。この本をきっかけに、日本テニス界は「硬式テニス」への挑戦に動き出した。

## 野球

### アメリカ大リーグ
- ワールドシリーズ
フィラデルフィア・アスレチックス（ア・リーグ） （4勝1敗） ニューヨーク・ジャイアンツ（ナ・リーグ）

## 誕生
- 1月31日 - ドン・ハトソン（アメリカ、アメリカンフットボール）
- 2月11日 - 清川正二（愛知県、水泳、+1999年）
- 6月1日 - 中村清（旧朝鮮、陸上競技、+1985年）
- 6月11日 - ビンス・ロンバルディ（アメリカ、アメリカンフットボール、+1970年）
- 6月19日 - ヘレーネ・マディソン（アメリカ、水泳、+1970年）
- 6月29日 - アール・メドウス（アメリカ、陸上競技、+1992年）
- 8月4日 - エイドリアン・クイスト（オーストラリア、テニス、+1991年）
- 8月17日 - ルディ・ヨーク（アメリカ、野球、+1970年）
- 9月12日 - ジェシー・オーエンス（アメリカ、陸上競技、+1980年）
- 9月28日 - アリス・マーブル（アメリカ、テニス、+1990年）
- 10月12日 - 小島利男（愛知県、野球、+1969年）
- 10月26日 - 溝渕峯男（高知県、野球、+2001年）
- 12月6日 - エリナー・ホルム（アメリカ、水泳、+2004年）
- 12月12日 - フェレンツ・チック（ハンガリー、水泳、+1945年）
- 12月13日 - アーチー・ムーア（アメリカ、ボクシング、+1998年）
- 12月24日 - 横山隆志（高知県、水泳）

## 死去
- 10月16日 - ラルフ・ローズ（アメリカ、陸上競技、*1885年）